# Claudio Boccaccini
Claudio Boccaccini (Roma, 1953) è un regista italiano.

## Biografia
Ha iniziato a occuparsi di teatro all'inizio degli anni settanta, lavorando come attore ma subito orientando il suo interesse verso la regia.
È stato allievo di Nikita Sergeevič Michalkov e Josef Svoboda, ed ha collaborato con Marcel Marceau. A metà degli anni ottanta ha firmato la sua prima regia.
Da allora ha diretto oltre cento spettacoli teatrali, portando in scena i grandi autori classici e i maggiori esponenti della drammaturgia italiana contemporanea, come Mario Moretti e Giuseppe Manfridi.
Suoi interpreti sono stati, tra gli altri, Riccardo Garrone, Katia Ricciarelli, Gianni Musy, Arnoldo Foà, Mattia Sbragia, Riccardo Cucciolla, Nando Gazzolo, Ennio Coltorti, Gino La Monica, Aldo Massasso, Francesco Pannofino, Antonella Steni, Emanuela Rossi, Lorenzo Balducci, Maria Rosaria Omaggio, Laura Ambesi, Alberto Di Stasio, Gaia De Laurentiis.
Nel 1987 ha fondato e tuttora dirige la scuola di teatro "La Stazione".
Nel 2008 Gremese ha pubblicato il suo manuale La regia teatrale - Dalla pagina alla scena. Distribuita anche in Francia, l'opera è stata inserita nel novero ristrettissimo dei saggi italiani sul teatro all'interno della Biblioteca nazionale di Francia.
È ideatore e direttore artistico della rassegna teatrale "Tuttinscena", manifestazione dedicata alle istanze emergenti della prosa romana e nazionale, che si svolge annualmente a Roma dal 1987.

## Opere
- Claudio Boccaccini, La regia teatrale - dalla pagina alla scena, Gremese, 2008, ISBN 978-88-8440-515-9.
- Claudio Boccaccini, La foto del carabiniere - la storia di Salvo D’Acquisto e di mio padre, La Mongolfiera, 2013, ISBN 978-88-962-548-06.